# M. Jamal Deen
M. Jamal Deen es un indo-guyanés que es actualmente profesor y Senior de la cátedra de Investigación de Canadá en el área de información tecnológica en la Universidad McMaster, Hamilton, Ontario, Canadá. También es el director del laboratorio de Micro- y Nano-sistemas. Su especialidad de investigación se encuentra en las amplias áreas de Ingeniería eléctrica y física aplicada.

## Educación
Deen completó su carrera con una licenciatura en ciencias en Matemáticas y en Física en la Universidad de Guyana en 1978, ganando la Medalla del Canciller como también el premio Dr. Irving Adler por ser el mejor estudiante de matemáticas. Después de trabajar por un período de dos años para la Universidad de Guyana ganó la prestigiosa beca Fulbright (en virtud del programa de América Latina) para realizar estudios de postgrado en la Case Western Reserve University.